# Ajuntament de Guimerà
L'Ajuntament de Guimerà és l'administració local de Guimerà (Urgell).

## Història
L'origen de la vila de Guimerà es troba en el procés de reconquesta i repoblació a mans dels comtes catalans sobre territori ocupat pels sarrains. Els comtes confiaven a consellers fidels les operacions militars, els quals com a con fidels les operacions militars, els quals com a conseqüència eqüència rebien donacions de terres i eren nomenats castlans. La situació estratègica privilegiada afavorí l'erecció d'una torre de guaita i al seu voltant la resta de la fortalesa en la qual s'edificà una capellà dificà una capellà i més endavant l'església. Sota aquesta protecció física i espiritual es construïren els primers habitatges i les muralles.
Les primeres dades referents a la població corresponen als fogatges, recomptes de focs o cases a partir de l'enumeració dels caps de família. Els caps de família eren coneguts com a prohoms amb veu i vot dins el col·lectiu que constituïa la Universitat. La Universitat estava dirigida per un consell, integrat per jurats, que administrava els assumptes quotidians. El consell i els jurats treballaven al costats dels oficials i els jurats treballaven al costats dels oficials i funcionaris (clavari, funcionaris (clavari, síndic, mostassaf, ...) en l'execució de les determinacions que es prenien en el consell. El batlle, representant del senyor feudal a la vila, presidia els consells de la Universitat i la vila, presidia els consells de la Universitat i donava validesa donava validesa als seus acords. El 26 de desembre de 1610, el consell de la vila i el castlà, governador del castell, acorden i manen als escrivans escriure les deliberacions en els llibres de consells. Després d'uns quants anys s'abandona aquesta pràctica fins d'uns quants anys s'abandona aquesta pràctica fins que el 16 de setembre de 1630 Gaspar Galceran de Castre – setembre de 1630 Gaspar Galceran de Castre – Pinós, primer Pinós, primer comte de Guimerà, obliga als jurats i consell de la vila a enregistrar per mà d'un notari o secretari les determinacions en el llibre de resolucions i llegir- el llibre de resolucions i llegir-les de viva veu. les de viva veu. les de viva veu.
La Guerra de Successió (1702- La Guerra de Successió (1702-1715) i la implantació del Decret 1715) i la implantació del Decret de Nova Planta (1716) va suposar com arreu el desballestament del règim local fins aleshores vigent. Els municipis foren rebatejats com a ajuntaments, les vegueries foren substituïdes pels corregiments, els jurats i consellers pels reg pels corregiments, els jurats i consellers pels regidors, el idors, els batlles s batlles van haver de conformar- van haver de conformar-se en presidir les sessions dels seus se en presidir les sessions dels seus consistoris i en les ciutats més grans es creà la figura de l'Alcalde Major, càrrec de confiança dels corregidors.
Les corts de Cadis van substituir les figures i el Les corts de Cadis van substituir les figures i el conglomerat conglomerat municipals de l'antic règim pels ajuntaments constitucionals, encarregats del govern interior dels pobles arreu de l'estat.
L'organització municipal era sota control directe de les diputacions i del govern civil i distingia entre l' diputacions i del govern civil i distingia entre l'alcalde i alcalde i l'ajuntament. El primer concentrava les facultats executives i decisòries, amb competències en l'ordre públic i seguretat ciutadana, i alhora que era nomenat per elecció popular assumia el caràcter d'agent de govern, que actuava sota sup el caràcter d'agent de govern, que actuava sota supervisió del ervisió del cap polític. L'ajuntament era un organisme de caràcter deliberatiu, que prenia acords en els seus àmbits competencials (obres públiques, sanitat, beneficència, foment de la riquesa ...) però sense capacitat executiva, la qual corresponia però sense capacitat executiva, la qual corresponia a l'alcalde.
El triomf dels liberals sota el domini dels moderats des de 1844 va comportar una revisió del règim gadità en dos sentits: una aferrissada centralització de l'organització municipal i la restricció del seu caràcter electiu. Els alcaldes p restricció del seu caràcter electiu. Els alcaldes passaren a ser de assaren a ser de nomenament reial o governamental, i actuaven com a delegats del govern i com a administradors del municipi, mentre que els regidors eren elegits per sufragi censatari. El control que n'exercia el governador civil arribava a la suspensió dels càrrecs ió dels càrrecs municipals. La nova llei municipal de 1870 amplià les atribucions dels ajuntaments descentralitzant- dels ajuntaments descentralitzant-ne el funcionament, establí el ne el funcionament, establí el caràcter electiu de tots els seus membres i considerà, per primer cop, la possibilitat de formar mancomunitats i asso cop, la possibilitat de formar mancomunitats i associacions per a ciacions per a la resolució de problemes comuns. La nova llei municipal de 1877 reduïa l'àmbit de l'acció de l'ajuntament a l'activitat econòmico- econòmico-administrativa i es potenciava el control administrativa i es potenciava el control governamental de la institució. L'alcalde veia ampliat el seu iat el seu domini sobre el consistori per mitjà de la facultat de poder suspendre els acord municipals i de l'atribució de la capacitat executiva, i s'ampliava la seva dependència del governador civil.
La dictadura de Primo de Rivera implicà la supressió dels ajuntaments democràtics. L'any 1925, Guimerà s'acul ajuntaments democràtics. L'any 1925, Guimerà s'acull al règim de carta municipal. Al proclamar- de carta municipal. Al proclamar-se la república, la transferència se la república, la transferència de l'ordenació del règim local de Catalunya a la Generalitat (1933) va permetre l'aprovació per part del parlament català de la llei municipal de 1934, plenament democràtica, q la llei municipal de 1934, plenament democràtica, que res tà vigent fins al 1939. Amb la dictadura franquista es va tornar als alcaldes designats i l'ajuntament va restar com un òrgan
d'execució de l'activitat política de l'estat. L'any 1979 es torna als ajuntaments democràtics, després de l'aprovació d'ajuntaments democràtics, després de l'aprovació de la Constitució de 1978 i de l'Estatut d'Autonomia de 1979. L'any 1987, Guimerà s'adhereix a l'Associació Catalana de Municipis.

## Arxiu
Fins a l'any 1994 la documentació es trobava apilada en les prestatgeries de l'antiga seu de l'ajuntament a la prestatgeries de l'antiga seu de l'ajuntament a la plaça Major. ça Major. Des de temps immemorials els diferents secretaris municipals estaven al càrrec de la documentació. S'observen algunes actuacions sobre la documentació encara que de forma arbitrària i segurament fruit de la necessitat o arbitrària i segurament fruit de la necessitat o del bon fer del secretari del moment. En aquest sentit trobem diferents inventaris de la documentació els anys 1908 i 1945. de la documentació els anys 1908 i 1945.
Arxiu Comarcal de l'Urgell durant els anys 1988 i 1989 en el marc del programa de inventariació de la documentació municipal de la comarca elabora uns primers inventaris. L'any 1994, l'ajuntament de Guimerà reconeixent la vàlua de la documentació decideix cedir en dipòsit la documentació històrica a l'Arxiu Comarcal de l'Urgell històric a l'Arxiu Comarcal de l'Urgell.
Hi ha dos inventaris de la documentació municipal d Hi ha dos inventaris de la documentació municipal dels anys els anys 1908 i 1945 en el mateix fons documental (topogràfics 37 i 38, respectivament). Són llistats fets pel mateix secretari municipal, que reflecteixen sumàriament la documentació conservada a l'ajuntament en aquells moments l'ajuntament en aquells moments.
L'Arxiu Comarcal de l'Urgell, els anys 1988 i 1989 L'Arxiu Comarcal de l'Urgell, els anys 1988 i 1989 amb la campanya d'inventariació de la documentació municipal de la
comarca, fa un primer inventari de la documentació in situ in situ.
El gruix més important del fons documental va ingressar a l'Arxiu Comarcal amb la signatura del conveni de cessió en dipòsit de 12 d'abril de 1994. Anys després, el 28 de juliol de 1998 es van transferir uns 20 metres lineals de documentació administrativa del segle xx.